# Fortschritt ZT 320
Die Zug-Traktoren der Baureihe Fortschritt ZT 320 und 323 sind Universal-Traktoren der 20 kN-Zugkraftklasse, die ab 1984 in der DDR als Nachfolger der ZT-300er-Reihe hergestellt wurden. Hersteller war der VEB Traktorenwerk Schönebeck (Elbe), der zum Kombinat Fortschritt Landmaschinen gehörte.

## Geschichte

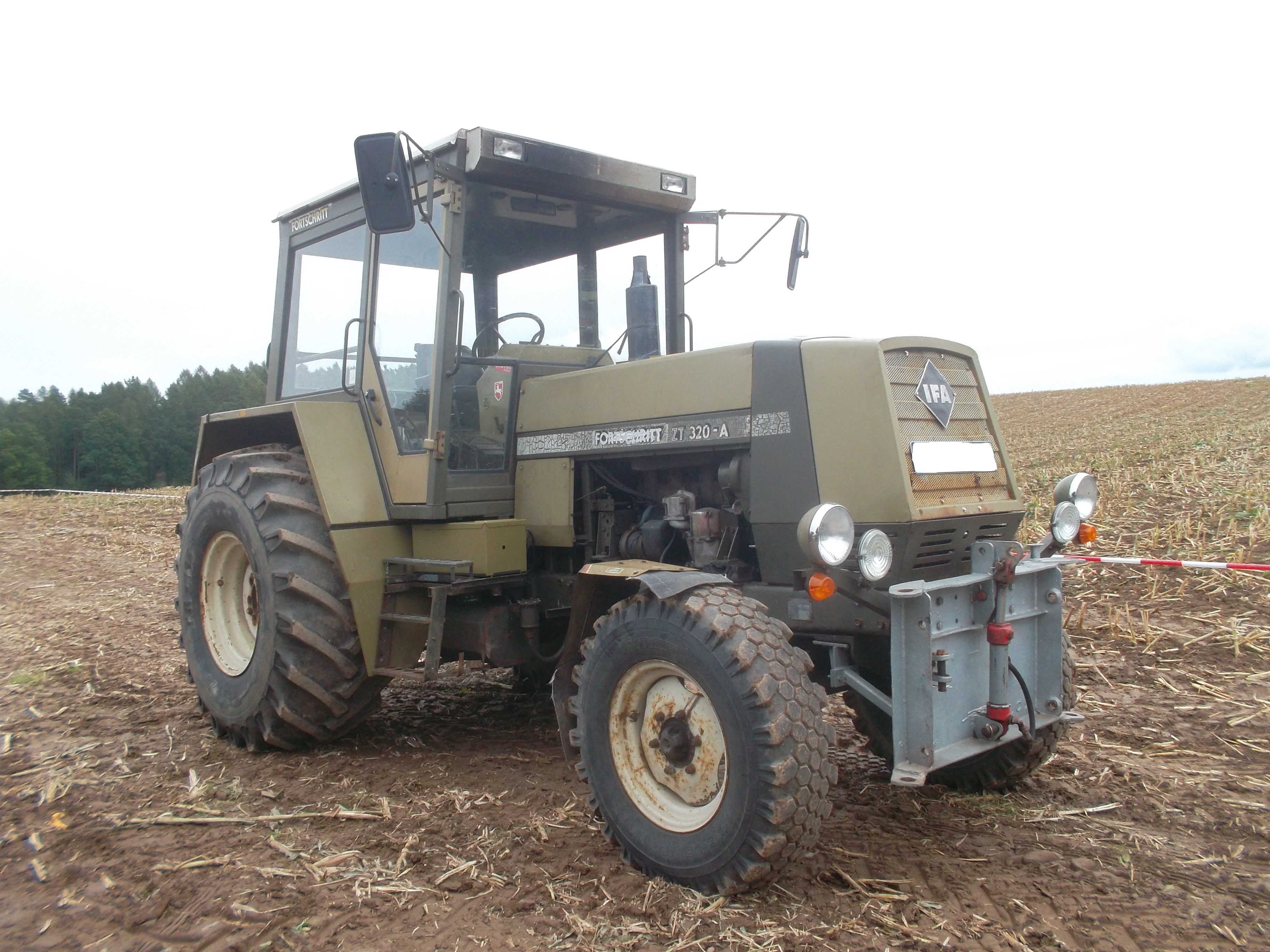
ZT 320-A mit Anbauplatte für einen Schneepflug

Die Planungen begannen schon Ende der 1970er Jahre, die Nullserie startete am 19. Dezember 1983. Die Fahrzeuge waren nicht komplett neu entwickelt, vielmehr handelte es sich um eine umfangreiche Modellpflege. Das Modell ZT 320 war bereits zum Zeitpunkt des Produktionsbeginns eigentlich überholt. Grund dafür war vor allem der fehlende Allradantrieb. Deshalb wurde er nur in geringer Stückzahl gebaut; der VEB konzentrierte sich auf die Produktion des allradgetriebenen, aber ansonsten baugleichen ZT 323.

## Technik

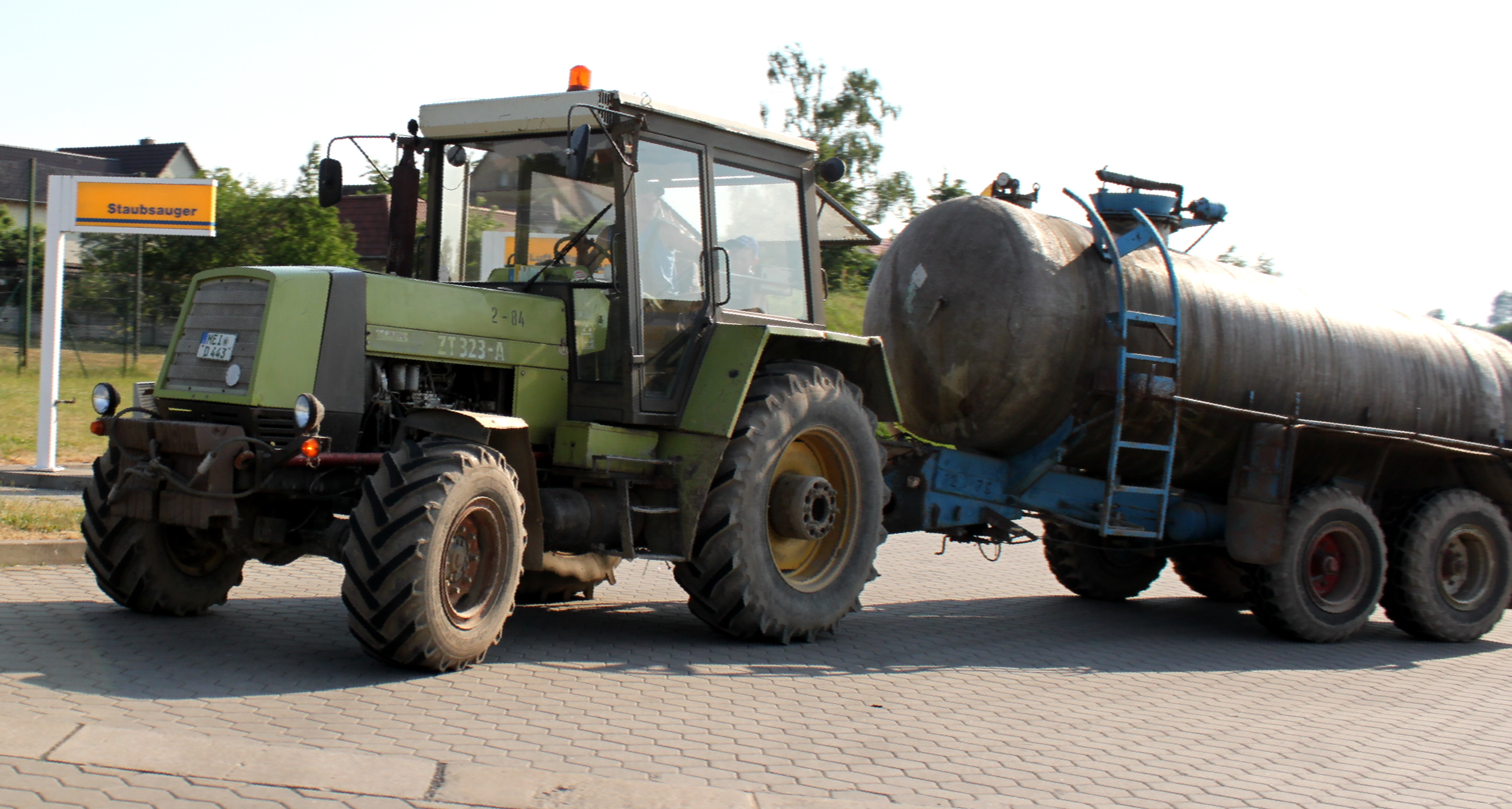
Traktor Fortschritt ZT 323-A mit Vakuumtankanhänger HTS 100.27

Der ZT 320 ist ein Zugtraktor in Halbrahmenbauweise. Er basiert im Wesentlichen auf dem Vorgänger ZT 300. Als Motor dient der Reihenvierzylinderdieselmotor 4 VD 14,5/12-1 SRW in überarbeiteter Form mit weiterhin 74 kW, aber reduziertem spezifischen Kraftstoffverbrauch. Angetrieben werden beim ZT 320 nur die Hinterräder. Der ZT 323 hingegen hat zusätzlich einen sich automatisch zuschaltenden Frontantrieb. Die Kraft wird vom Motor über eine Doppelkupplung des Typs DK 80 auf ein schrägverzahntes Lastschaltgetriebe mit drei Gruppen mit vier Gängen übertragen. Dabei sind die erste und zweite Gruppe reversierbar. Durch die pneumatisch betätigte zweite Stufe der Doppelkupplung können eine Unterlastschaltstufe über einen Klemmrollenfreilauf sowie die motorgebundene Zapfwelle zugeschaltet werden. Die motorgebundene Zapfwelle dreht sich mit 540 min−1 bei 1800 min−1 Motordrehzahl; die kupplungsabhängige Zapfwelle dreht sich mit 1000 min−1. Die Lenkung des Schleppers ist vollhydraulisch, wodurch eine Kraft von 30 bis 50 N zum Lenken aufgewandt werden muss, die Lenksäule ist verstellbar. Die hydraulisch betätigte Gleitbackenbremse wirkt beim ZT 320 nur auf die Hinterräder, beim ZT 323 auf alle Räder und kann in beiden Fällen auch als Lenkbremse fungieren. Die Handbremse wirkt als Bandbremse auf beide Hinterräder, die Anhängerbremse wird mit Druckluft betrieben. Für Anbaugeräte ist der Schlepper mit einem Dreipunktkraftheber ausgestattet. Durch eine Regelhydraulik wird das Arbeitsgerät am Dreipunktkraftheber optimal auf die Hinterachse gepresst, was den Radschlupf minimiert. Die Fahrerkabine ist schwingungsgedämpft gelagert, geräuschgedämmt und umsturzsicher. Der Fahrersitz ist luftgefedert. Als optionale Ausstattung waren auch eine Heizung und eine Klimaanlage verfügbar. Nach Einführung der Zentralschmierung des Motors wurde die Baureihe ab 1985 als ZT 320-A bzw. ZT 323-A bezeichnet. Diese Kennzeichnung wurde bis zur Einstellung der Produktion im Jahr 1990 beibehalten.

## Technische Daten
|                                  | ZT 320                                                                           | ZT 323-A                                                                         |
| Motor                            | Motor                                                                            | Motor                                                                            |
| -------------------------------- | -------------------------------------------------------------------------------- | -------------------------------------------------------------------------------- |
| Motorbezeichnung                 | 4 VD 14,5/12-1 SRW                                                               | 4 VD 14,5/12-1 SRW                                                               |
| Motortyp                         | Reihenvierzylinderviertaktdieselmotor mit M-Verfahren und Wasserkühlung          | Reihenvierzylinderviertaktdieselmotor mit M-Verfahren und Wasserkühlung          |
| Bohrung × Hub, Hubraum           | 120 × 145 mm, 6560 cm³                                                           | 120 × 145 mm, 6560 cm³                                                           |
| Leistung                         | 74 kW bei 1800 min−1                                                             | 74 kW bei 1800 min−1                                                             |
| Maximales Drehmoment             | 422 Nm bei 1350 min−1                                                            | 422 Nm bei 1350 min−1                                                            |
| Spezifischer Kraftstoffverbrauch | 237 g/kWh                                                                        | 237 g/kWh                                                                        |
| Kraftübertragung                 |                                                                                  |                                                                                  |
| Antrieb auf                      | Hinterräder                                                                      | alle Räder                                                                       |
| Standardbereifung                | vorn: 10-20 MPT, 8 PR hinten: 18.4-34 AS, 14 PR                                  | vorn: 16-20 MPT hinten: 18.4-34 AS                                               |
| Zwillingsbereifung               | 13.6-38 AS                                                                       | 13.6-38 AS                                                                       |
| Kupplung                         | Doppelkupplung DK 80                                                             | Doppelkupplung DK 80                                                             |
| Getriebe                         | unsynchronisiertes Getriebe mit drei Stufen und vier Gängen sowie Unterlaststufe | unsynchronisiertes Getriebe mit drei Stufen und vier Gängen sowie Unterlaststufe |
| Zapfwellen                       | Motor- und Wegezapfwelle, 540 min−1 und 1000 min−1                               | Motor- und Wegezapfwelle, 540 min−1 und 1000 min−1                               |
| Kraftheber                       | Dreipunktkraftheber mit 16 MPa Arbeitsdruck 39,24 kN Kraft am unteren Lenker     | Dreipunktkraftheber mit 16 MPa Arbeitsdruck 39,24 kN Kraft am unteren Lenker     |
| Abmessungen und Gewichte         |                                                                                  |                                                                                  |
| Länge                            | 4650 mm                                                                          | 4650 mm                                                                          |
| Breite                           | 2120 mm                                                                          | 2240 mm                                                                          |
| Höhe                             | 2865 mm                                                                          | 2865 mm                                                                          |
| Radstand                         | 2800 mm                                                                          |                                                                                  |
| Spurweite                        | vorn: 1525–1650 mm hinten: 1650–2000 mm                                          |                                                                                  |
| Wenderadius                      | mit Lenkbremse: 5035 mm ohne Lenkbremse: 5690 mm                                 |                                                                                  |
| Bodenfreiheit                    | 475 mm                                                                           |                                                                                  |
| Leergewicht                      | 4980 kg                                                                          | 5670 kg                                                                          |
| Maximal zulässige Anhängelast    | 30 t                                                                             | 30 t                                                                             |
| Elektrische Anlage               |                                                                                  |                                                                                  |
| Lichtmaschine                    | Drehstromlichtmaschine, 28 V, 30 A                                               | Drehstromlichtmaschine, 28 V, 30 A                                               |
| Stromspeicher                    | 2 × Bleisäureakkumulator, 12 V                                                   | 2 × Bleisäureakkumulator, 12 V                                                   |
| Bordspannung                     | 12 oder 24 V                                                                     | 12 oder 24 V                                                                     |

| Geschwindigkeiten in km/h bei Motordrehzahl 1800 min−1 | Geschwindigkeiten in km/h bei Motordrehzahl 1800 min−1 | Geschwindigkeiten in km/h bei Motordrehzahl 1800 min−1 | Geschwindigkeiten in km/h bei Motordrehzahl 1800 min−1 |
| Gruppe                                                 | Gang                                                   | vorwärts                                               | rückwärts                                              |
| ------------------------------------------------------ | ------------------------------------------------------ | ------------------------------------------------------ | ------------------------------------------------------ |
| I                                                      | 1                                                      | 1,83                                                   | 1,89                                                   |
| I                                                      | 2                                                      | 3,21                                                   | 3,32                                                   |
| I                                                      | 3                                                      | 5,01                                                   | 5,18                                                   |
| I                                                      | 4                                                      | 7,94                                                   | 8,21                                                   |
| II                                                     | 1                                                      | 2,27                                                   | 2,35                                                   |
| II                                                     | 2                                                      | 3,99                                                   | 4,13                                                   |
| II                                                     | 3                                                      | 6,23                                                   | 6,45                                                   |
| II                                                     | 4                                                      | 9,88                                                   | 10,22                                                  |
| III                                                    | 1                                                      | 7,07                                                   |                                                        |
| III                                                    | 2                                                      | 12,14                                                  |                                                        |
| III                                                    | 3                                                      | 19,36                                                  |                                                        |
| III                                                    | 4                                                      | 30,69                                                  |                                                        |